# یانچو آندریف
یانچو آندریف (بلغاری: Янчо Андреев؛ زادهٔ ۸ ژانویهٔ ۱۹۹۰) بازیکن فوتبال اهل بلغارستان است.